# Tự vệ Đỏ
Tự vệ Đỏ, đôi khi còn được gọi là Xích vệ, là lực lượng tự vệ được thành lập trong phong trào Xô Viết Nghệ Tĩnh (1930-1931) tại hai tỉnh Nghệ An và Hà Tĩnh ở miền Trung Việt Nam. Đội Tự vệ này sau đó được phát triển rộng khắp Việt Nam và là một công cụ để bảo vệ các Xứ ủy, các cơ sở của Đảng Cộng sản Đông Dương, chống thực dân Pháp...

## Sơ lược
Tự vệ Đỏ được tuyển chọn từ những thanh niên ưu tú, trung thành, dũng cảm, giỏi võ, có tinh thần hăng hái, tháo vát, có sức khỏe tốt trong các tổ chức Công hội Đỏ, Nông hội Đỏ, Đoàn thanh niên Cộng sản, v.v. Họ được trang bị gậy gộc, tầm vông, giáo, mác, dao, búa, liềm... và được tổ chức thành các đội vũ trang để bảo vệ người dân đấu tranh đòi các quyền dân sinh, dân chủ và trong các cuộc biểu tình chống Pháp. Trong thời gian đầu họ chưa được trang bị súng đạn. Tự vệ Đỏ là tổ chức tiền thân của các đội vũ trang cộng sản Đông Dương trước Cách mạng tháng Tám 1945 như Đội Tự vệ Công nông, Đội Tự vệ Cứu quốc, Đội Danh dự Trừ gian, Đội Danh dự Việt Minh, Đội Tiễu trừ Việt gian, Đội Hộ lương Diệt ác v.v.
Để có lực lượng hỗ trợ cho đồng bào đấu tranh bảo vệ trật tự an ninh, các chi bộ Đảng Cộng sản Đông Dương đã bắt tay ngay việc xây dựng phát triển lực lượng tự vệ. Trên cơ sở những đội Tự vệ đã được thành lập trước đây.
Đến khi các Thôn bộ nông (chỉ chính quyền Xô viết) đảm nhận chức năng quản lý xã hội thì cần có lực lượng mạnh để làm công cụ kháng Pháp và trấn áp những người theo Pháp, thị uy, cảnh cáo những hào lý dựa hơi người Pháp, vì thế các địa phương đã phát triển mạnh đội Tự vệ. Trên cơ sở nhiệm vụ được trên giao, qua thử thách đấu tranh, những người tích cực, hăng hái trong thanh niên dưới 40 tuổi được lựa chọn vào đội Tự vệ. Các đội Tự vệ Đỏ đã được tổ chức rộng rãi, nội trong huyện Anh Sơn (tỉnh Nghệ An) đã có 27 đội với 664 đội viên.
Cấp ủy Đảng, Nông hội không những chăm lo phát triển đội viên mà còn chú trọng bồi dưỡng người chỉ huy, phụ trách tự vệ. Người đội trưởng là người giỏi võ nghệ, am hiểu cơ bản về quân sự, thường là những cựu binh Văn Thân, Cần Vương. Chương trình huấn luyện của đội Tự vệ Đỏ bao gồm các bài tập lăn, lê, bò, toài, võ cận chiến, nằm nấp tránh máy bay, luyện tập cách thức bảo vệ đoàn biểu tình v.v.
Địa điểm huấn luyện là các khe núi, lòi cháng bí mật. Cứ tối đến là Tự vệ Đỏ tập trung để luyện tập. Các làng Đa Thọ, Yên Phúc, Cẩm Vọng, Yên Lương (Nghệ An) đã có lò rèn để sắm giáo mác cho Tự vệ. Tự vệ làng Yên Phúc do ông Nguyễn Văn Uy làm đội trưởng, là đơn vị ra đời sớm hoạt động có nề nếp, là chỗ dựa quan trọng của quần chúng. Yên Phúc là một làng lớn, tại đây còn có đội nữ xích vệ do nữ tướng Nguyễn Thị Nhuyễn (còn gọi là chị Lài) chỉ huy.

## Vai trò và trách nhiệm
Khi các Xô viết được lập ở nhiều làng xã, Tự vệ Đỏ trở thành công cụ trấn áp những người phản cách mạng, bảo vệ các Xô viết, bảo vệ các xứ ủy, đảng bộ địa phương, cơ sở địa phương của Đảng Cộng sản Đông Dương vừa thành lập, và chống trộm cướp, duy trì an ninh trật tự xã hội.
Các địa điểm, các cơ sở của cơ quan Đảng, ban chấp hành các xã Bộ Nông, các tổ chức quần chúng, các cuộc họp và các tổ chức khác của Đảng đều có Tự vệ Đỏ tuần tra, canh phòng, bảo vệ nghiêm mật. Trong các cuộc mít tinh, biểu tình khi có cán bộ diễn thuyết, tuyên truyền, các đội viên Tự vệ Đỏ vừa kêu gọi, cổ vũ quần chúng vừa làm công tác bảo vệ an toàn, bố trí nhiều vành đai bảo vệ.
Tại các làng xã có chính quyền Xô viết, Tự vệ Đỏ được giao nhiệm vụ giữ gìn an ninh trật tự, giữ nghiêm luật lệ, kỷ cương, chỉ thị của chi bộ Đảng, Xã Bộ Nông (tổ chức chính quyền sơ khai), các tổ chức quần chúng. Đồng thời Tự vệ Đỏ còn làm nhiệm vụ phát hiện và ngăn chặn mật thám, cộng sự người Việt của Pháp, cảnh giác đề phòng lính đồn Tây tấn công; các điểm canh, vọng gác đầu làng luôn có Tự vệ Đỏ túc trực ngày đêm làm tai mắt cho cấp ủy, chính quyền và dân làng. Hiệu lệnh phát ra là tiếng kẻng liên hồi hoặc tiếng trống ngũ liên dồn dập để mọi người trong làng tổ chức đối phó kịp thời.
Để bảo vệ cho các cuộc biểu tình, Tự vệ Đỏ được giao nhiệm vụ: Bắt giữ những người Việt gian và phản động, canh gác, chốt chặn các ngã đường Pháp và cộng sự có thể đi qua, theo dõi nắm tình hình mọi biến động của quan lại các phủ, huyện, đồn lính. Trong lúc biểu tình Tự vệ Đỏ với các vũ khí thô sơ tự tạo (giáo mác, búa, liềm, gậy, dao găm, mã tấu, tre vạt nhọn, lưỡi lê, cung, ná, nỏ...), chiếm giữ các huyện lỵ, công sở, đồn trại lính, chống trả lính Pháp đến đàn áp, bảo vệ đồng bào đấu tranh, trừng trị những lãnh đạo thực dân hay cộng sự người Việt đã từng gây nhiều tội ác với nhân dân, vừa để ngăn chặn kẻ thủ ác, vừa răn đe cảnh cáo những thành phần khác, thực thi quyền lực của các Xô viết.
Ngày 13-9-1930, tại chợ Cồn - Thanh Chương, Tỉnh ủy Nghệ An tổ chức lễ truy điệu các liệt sĩ hy sinh trong cuộc thảm sát của thực dân Pháp ở Thái Lão - Hưng Nguyên vào ngày hôm trước, hơn 20.000 người đã tham dự. Ban tổ chức huy động gần 1.000 đội viên Tự vệ Đỏ làm hàng rào danh dự, canh gác, bảo vệ. Các đội viên Tự vệ Đỏ hàng ngũ chỉnh tề đứng trang nghiêm trước lễ đài mang dòng chữ "Truy điệu những chiến sĩ hy sinh vì nhiệm vụ để bảo vệ, bênh vực lợi quyền cho quần chúng lao khổ An Nam".
Tại nhiều cuộc mít tinh khác Tự vệ Đỏ được huy động và sử dụng làm lực lượng tiêu binh danh dự, biểu tượng cho việc thực thi quyền lực của chính quyền Xô viết. Có mặt Tự vệ đỏ trong mọi hoạt động của chính quyền cách mạng thời kỳ này như là sự khích lệ tinh thần tự tin, ý chí đấu tranh quyết chiến, và là một chỗ dựa đáng tin cậy cho đồng bào công nông trong cuộc đấu tranh không cân sức với đế quốc thực dân Pháp.
Nhiệm vụ của Tự vệ Đỏ còn là tổ chức treo cờ búa liềm, rải truyền đơn để gây tiếng vang trong quần chúng. Khi biểu tình nổ ra thì họ đi hai bên hỗ trợ bảo vệ không cho đế quốc Pháp tấn công, đàn áp, hay cho cộng sự người Việt trà trộn vào đoàn người. Đối với những lý trưởng phản động, trung thành với thực dân, đàn áp đồng bào thì Tự vệ cảnh cáo, trừng trị, trấn áp. Khi xã bộ nông, thôn bộ nông ra đời thì họ lo bảo vệ các Xô viết, giữ gìn an ninh trật tự thôn xóm, đánh trộm bắt cướp, chống phỉ, chống khủng bố, chống càn quét.
Qua các cuộc đấu tranh của hàng ngàn người dân Đặng Lâm ngày 08/9/1930, lễ truy điệu liệt sĩ Nguyễn Hữu Hiền 10/9/1930, cuộc biểu tình ở Yên Phúc (Nghệ An) ngày 10/11/1930, các đội Tự vệ Đỏ có nhiều trai làng, võ sinh, võ sĩ đều võ trang giáo mác, gậy gộc bảo vệ.
Tự vệ Đỏ đã trừng phạt hàng loạt những viên công sự người Việt trong bộ máy cai trị của thực dân Pháp, từ tổng đến làng xã như lý trưởng Trần Ủ, hương hào Trần Đàng, hương kiểm Trần Tiêu, Lê Toàn trong tháng 3/1931; phó tổng Lê Văn Trì, lý trưởng Hà Văn Bân, Nguyễn Văn Liêm cùng hàng loạt bang tá, hương kiểm v.v. bị cảnh cáo.
Ngày 27/5/1931, Tự vệ Đỏ của làng Yên Phúc bắt 11 người tổng lý hỏi tội, trừng phạt người đồn trưởng đồn Dừa Pêriê, một người Pháp chuyên đi xe đạp về làng nhũng nhiễu nhân dân Việt Nam.
Với sự góp sức bảo vệ của Tự vệ Đỏ, các làng Xô viết đã tịch thu ruộng đất của địa chủ, tiền lúa công chia cho người nghèo, đặc biệt là các nông dân, bắt hào lý ở Yên Phúc phải trả 100 mẫu ruộng đất ngoài bãi chia cho nông dân. Tệ đồng bóng, mê tín dị đoan, rượu chè, cờ bạc bị cấm. Tại làng Lương Điền (Nghệ An), Nông hội Đỏ huy động lực lượng đắp đập Khe Mương, chợ Xá. Không những thế Tự vệ Đỏ và Nông hội Đỏ còn đi tuần tra, canh gác ban đêm cho người dân.
Cuối năm 1930, đầu năm 1931, đế quốc Pháp đàn áp phong trào Xô Viết rất dữ dội. Họ bắt bớ cán bộ, đảng viên Anh Sơn 617 người giam ở nhà lao Vinh, Lao Bảo, Ban Mê Thuột, Kon Tum. Để chống lại, giữa năm 1931 quân dân tổng Lương Điền với các đội Tự vệ Đỏ đã cầm giáo mác, gươm đao và tầm vông vạt nhọn hộ tống bà con bao vây đồn Dừa, bà con Tri Lễ (Nghệ An) vây đồn Yên Phúc, dân làng Lãng Điền (Nghệ An) bao vây đồn Pháp đóng ở nhà thờ Quan Án...

## Nhận định
Theo ông Nguyễn Hữu Bình, Bảo tàng Xô Viết Nghệ Tĩnh, sự ra đời của lực lượng Tự vệ Đỏ đã chứng minh rằng con đường cách mạng vũ lực là con đường duy nhất đúng. Bạo lực cách mạng của quần chúng bao gồm lực lượng chính trị và lực lượng vũ trang, muốn giải phóng giai cấp, giải phóng dân tộc chỉ có con đường cách mạng tiến công, cách mạng triệt để và kiên trì tiến hành sự nghiệp đấu tranh bằng phương pháp cách mạng vũ trang. Tự vệ Đỏ trong cao trào Xô Viết Nghệ Tĩnh là tiền thân của các lực lượng vũ trang cách mạng Việt Nam sau này.
Theo báo Công an Nghệ An, Tự vệ Đỏ ra đời trong bão táp cách mạng Xô Viết Nghệ Tĩnh, đảm nhận vai trò nòng cốt, tiên phong, gan dạ, mưu trí làm cho thực dân Pháp "run sợ". Họ xứng đáng một bộ phận tiền thân của lực lượng Công an nhân dân Việt Nam ngày nay.